# Ekova Electron 12T

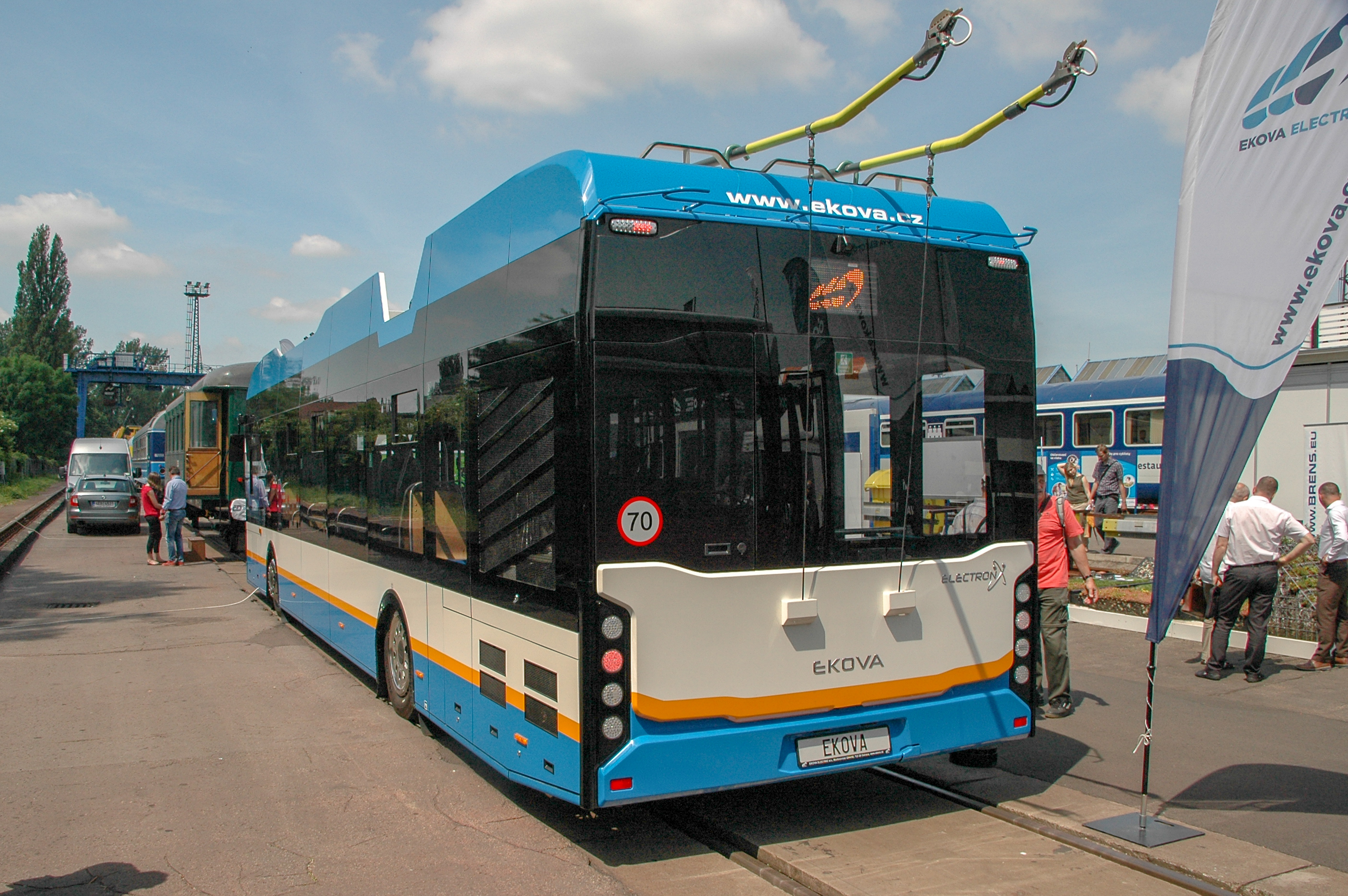
Zadní pohled na trolejbus Ekova Electron 12T

Ekova Electron 12T je nízkopodlažní trolejbus vyrobený českou firmou Ekova Electric v jednom prototypu v roce 2017.

## Konstrukce
Ekova Electron 12T je dvounápravový třídveřový nízkopodlažní trolejbus o délce 12 m, postavený na bázi elektrobusu Ekova Electron 12. Je vybaven elektrickou výzbrojí TV Europulse od firmy Cegelec s jedním trakčním motorem o výkonu 175 kW. Jako parciální trolejbus disponuje také LTO (lithium titanát oxid) akumulátory, které umožňují na jedno nabití dojezd 18 kilometrů mimo trolejové vedení. Nabíjení akumulátorů je prováděno při jízdě pod trolejovým vedením.

## Historie
V roce 2015 začala ostravská společnost Ekova Electric vyrábět elektrobus Ekova Electron 12. Na základě 12metrového modelu postavila v roce 2017 neadresný prototyp trolejbusu Electron 12T. Vozidlo bylo veřejnosti představeno v červnu toho roku na veletrhu Czech Raildays v Ostravě a dokompletováno bylo během léta 2017. První zkušební jízda po Ostravě mimo areál výrobce se uskutečnila 31. října 2017. Od 21. srpna 2018 byl ve zkušebním provozu s cestujícími v Ostravě; Dopravní podnik Ostrava mu přidělil evidenční číslo 9986, spadající do řady čísel určených pro testovací vozidla. Zkušební provoz byl v Ostravě ukončen v lednu 2019, prototyp následně byl bez využití odstaven. V září 2019 je pro testování získal Dopravní podnik hl. m. Prahy, který jej označil číslem 9507 a od 25. září 2019 nasazoval na linku 58. Dne 19. března 2020 vyjel do pražského provozu naposledy. Následně si jej od výrobce zapůjčily Plzeňské městské dopravní podniky, které ho s evidenčním číslem 990 v dubnu a květnu 2020 zkušebně vypravovaly na linky. Poté zůstal odstaven. V říjnu 2022 podepsala Škoda Electric, coby vlastník vozidla, s Dopravním podnikem hl. m. Prahy smlouvu o pronájmu trolejbusu od prosince 2022. Ovšem až po uzavření kontraktu se ukázalo, že jej jako atypický vůz nelze po dlouhodobém odstavení na nekrytém místě v dané krátké době zprovoznit, takže došlo k odstoupení od smlouvy.
Dne 30. října 2023 byl vůz převezen z ústředních dílen v Martinově do areálu Střední školy technické a dopravní v Ostravě-Vítkovicích, kam byl zapůjčen jako učební pomůcka.

## Dodávky trolejbusů
| Současný stát | Město          | Článek | Roky dodávek | Počet vozů | Evidenční čísla při dodání | Poznámky                       | Zdroj  |
| ------------- | -------------- | ------ | ------------ | ---------- | -------------------------- | ------------------------------ | ------ |
| Česko         | Ekova Electric | —      | 2017         | 1          | —                          | prototyp, s bateriovým pohonem | [ 14 ] |